# Сельское поселение Варламово
Се́льское поселе́ние Варла́мово — муниципальное образование в Сызранском районе Самарской области.
Административный центр — посёлок Варламово.

## География
На территории сельского поселения находится лес Рачейский бор, а также протекает река Крымза.

## История
В 2005 году на основании закона Самарской области от 28.02.2005г. №63 было образовано сельское поселение Варламово муниципального района Сызранский Самарской области, в которое вошло 5 поселений с административным центром в посёлке Варламово.

## Население
По данным на 2021 год население сельского поселения Варламово составляет 3821 человек.

## Административное устройство
В состав сельского поселения Варламово входят:
- село Демидовка,
- посёлок Варламово,
- посёлок Вице-Смильтэнэ,
- посёлок Новая Крымза,
- посёлок Плодопитомник[2].